# نایمان

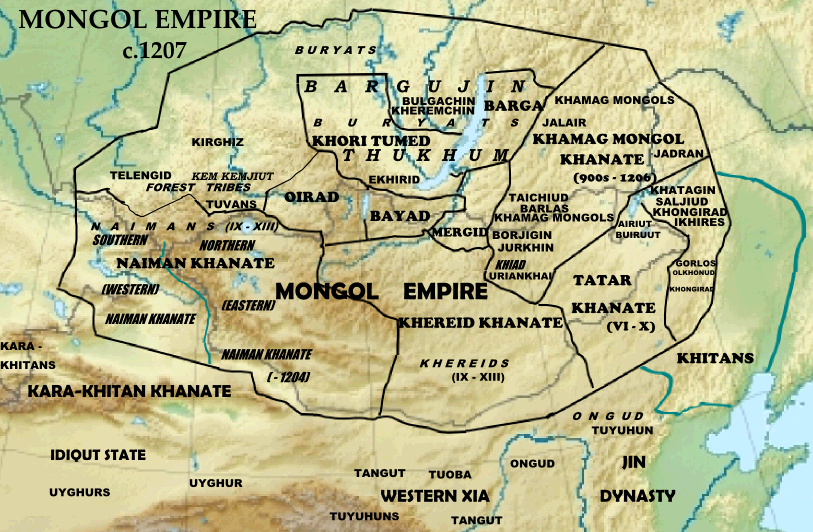
قلمرو خانات نایمان در آغاز امپراطوری مغول

نایمان یکی از قبایل ترک بود. آخرین سرکردهٔ این قوم کوچلک خان پسر تایانک خان بود که هم دوران با سلسلهٔ خوارزمشاهیان و چنگیز خان بود. وی به سال ۶۰۷ هجری قمری به یاری سلطان محمد خوارزمشاه شتافت و سلطان محمد به کمک او سلسلهٔ قراختائیان را برانداخت. پس از آن کوچلک خان در ترکستان شرقی استقرار یافت تا به سال ۶۱۵ هجری قمری با چنگیز خان جنگ کرد و بعد از کاشغر به سوی بدخشان گریخت و در آن حدود به قتل رسید و دولت نایمان‌ها بدین ترتیب منقرض گردید.